# Pištavi somići
Pištavi somići (lat. Mochokidae), porodica riba iz reda somovki kojoj pripada devet rodova s ukupno 209 vrsta.
Sve ove vrste su slatkovodne, podrijetlom su iz Afrike. Adipozna peraja često veoma duga. Mnoge vrste poznate su kod akvarista.

## Rodovi:
1. genus Acanthocleithron Nichols & Griscom, 1917
2. genus Atopochilus Sauvage, 1879
3. genus Atopodontus Friel & Vigliotta, 2008
4. genus Brachysynodontis Bleeker, 1862;  Brachysynodontis batensoda (Rüppell, 1832)  = Synodontis batensoda Rüppell, 1832
5. genus Chiloglanis Peters, 1868
6. genus Euchilichthys Boulenger, 1900
7. genus Hemisynodontis Bleeker, 1862; Hemisynodontis membranacea (Geoffroy Saint-Hilaire, 1809) = Synodontis membranacea (Geoffroy Saint-Hilaire, 1809)
8. genus Microsynodontis Boulenger, 1903
9. genus Mochokiella Howes, 1980
10. genus Mochokus Joannis, 1835
11. genus Synodontis Cuvier, 1816